# Sante Gaiardoni
Sante Gaiardoni   (Villafranca di Verona, 29 de juny de 1939 - Motta Visconti, 29 de novembre de 2023) va ser un ciclista italià que es dedicà principalment a la pista i que fou professional entre 1960 i 1971.
Com a ciclista amateur va prendre part en els Jocs Olímpics de Roma de 1960, en què guanyà dues medalles d'or, en la prova del quilòmetre contrarellotge, per davant Dieter Gieseler i Rotislav Vargashkin; i en la velocitat individual, per davant Leo Sterckx i Valentino Gasparella.
Com a professional destaca un campionat del món de velocitat individual el 1963.

## Palmarès
- 1958
  -  Campió d'Itàlia de tàndem amateur (amb Sergio Bianchetto)
- 1959
  -  Campió d'Itàlia de tàndem amateur (amb Turchemeis Zanettini)
  - 1r a la Milà-Busseto
- 1960
  -  Medalla d'or als Jocs Olímpics de Roma en quilòmetre contrarellotge
  -  Medalla d'or als Jocs Olímpics de Roma en velocitat individual
  -  Campió del món amateur de velocitat
  -  Campió d'Itàlia de tàndem amateur (amb Turchemeis Zanettini)
  - 1r al Gran Premi de París en velocitat amateur
  - 1r a Copenhaguen de velocitat
- 1962
  - Campió d'Europa de Velocitat
- 1963
  -  Campió del món de velocitat
- 1964
  -  Campió d'Itàlia de velocitat
- 1970
  - 1r a Copenhaguen de velocitat